# Clodoaldo
Clodoaldo Tavares de Santana známý jako Clodoaldo (* 25. září 1949, Aracaju) je bývalý brazilský fotbalista. Hrával na pozici záložníka.
S brazilskou fotbalovou reprezentací vyhrál mistrovství světa roku 1970, na šampionátu nastoupil ve všech šesti utkáních, které Brazilci odehráli, a vstřelil jednu branku. Brazílii reprezentoval v 38 zápasech, dal v nich jeden gól.
Takřka celou kariéru strávil v brazilských soutěžích, krom jedné sezóny v americkém klubu Tampa Bay Rowdies. Se Santosem se roku 1968 stal mistrem Brazílie. Hrál též za Nacional FC.